# Doppio super 8 millimetri
Il doppio super 8 è un formato cinematografico, e costituisce una versione particolarmente evoluta del super 8 millimetri, nato per ovviare ai limiti costruttivi del caricatore super 8 mm, ed immesso sul mercato alcuni anni dopo questo formato. 
Può essere considerato come la sintesi tra il vecchio doppio 8 mm ed il super 8 mm. Del primo adotta il caricamento manuale e la necessità del ribaltamento della bobina dopo aver impressionato la prima metà della pellicola; del secondo, le dimensioni del fotogramma e delle perforazioni. Al pari del doppio 8 mm, inoltre, il pressore della pellicola è parte integrante della cinepresa. La resa di questo formato è elevatissima, quasi uguale a quella del 16 mm. 
Attualmente, il doppio super 8 è disponibile con una emulsione invertibile in bianco e nero (la Fomapan), ed una invertibile a colori (Velvia 50D), tagliata in questo formato da un laboratorio tedesco.